# 東京京装コンピュータ
東京京装コンピュータ株式会社（英: TOKYO KYOSO COMPUTER INC.）は、主にシステムの受託開発やIT技術者派遣業務および付帯業務を行っている日本の企業である。本社は東京都豊島区高田。

## 概要
業務アプリケーション開発を中心とする第一システム部、通信キャリア、金融、官公庁系のアプリケーション開発を中心とする第二システム部、制御開発を中心とした第三システム部、基盤構築、運用等を行う第四システム部、そして、建設業の科学技術計算等様々なソリューションサービスを提供する第五システム部の5つからなるシステム開発部門が営業、管理部門と一体となって総合的な活動を行なっている。
また、富士通株式会社および富士通グループから、ソリューションビジネスにおける主要なパートナー企業として、コアパートナーの認定を受けている。

### 認定資格等
- プライバシーマーク 10820519(07)[1]
- ISMS（情報セキュリティマネジメントシステム）JUSE-IR-095[1]
- FUJITSU Software テクニカルパートナープログラム[1]

## 沿革
- 1981年（昭和56年） - 東京京装コンピュータ株式会社を新宿区高田馬場2丁目にソフトウェア開発業務を主体として設立
- 1990年（平成2年） - 資本金を2,000万円に増資
- 1998年（平成10年） - 新宿区高田馬場3丁目25番3号に自社ビルを購入、移転
- 1999年（平成11年） - 資本金を3,000万円に増資
- 2000年（平成12年） - 資本金を5,000万円に増資
- 2002年（平成14年） - 経済産業省「システムインテグレータ認定企業」
- 2004年（平成16年） - 豊島区高田3丁目8番5号に新社屋を購入、移転
- 2005年（平成17年） - プライバシーマーク認定
- 2006年（平成18年） - システムソリューション部門を分社化、NSシステム株式会社を設立
- 2007年（平成19年） - ISMS(情報セキュリティマネジメントシステム)認証取得
- 2011年（平成23年） - 設立30周年
- 2014年（平成26年） - FUJITSU Software テクニカルパートナープログラム認定
- 2017年（平成29年） - 富士通 コア・パートナー・オブ・ザ・イヤー 2016受賞

## 開発分野
- 通信関連システム開発 - 携帯電話売上管理システム、オンライン顧客管理システム等
- 金融関連システム開発 - 資産管理システム、営業支援システム等
- 官公庁系システム開発 - 郵政民営化・窓口業務管理システム、警視庁Nシステム等
- 教育・メディア関連システム - 顧客管理システム
- 建設関連システム - 地震・振動解析システム等
- パッケージソフト - 原価管理システム
- その他 - 医療、製薬、製造、鉄道運行等

## 役員
- 代表取締役会長 - 五味 久夫
- 代表取締役社長 - 竹間 末人
- 取締役 - 高橋 洋一
- 取締役 - 五味 陽子
- 取締役 - 中野 肇

（2018年4月1日現在）

## 加盟団体
- 富士通系ソフトウェア業グループ (FSA)[1]
- 日本情報技術取引所 (JIET)[1]

## 関連会社
- 日本システムスタディ株式会社 (http://www.nss-net.co.jp/)[1]
- NSシステム株式会社 (http://www.n-s-system.co.jp/)[1]